# Kazuka Minami
Kazuka Minami (南 かずか Minami Kazuka?,  Prefectura de Fukushima, Japón) es una mangaka japonesa, especializada en la creación de mangas de género yaoi. Es conocida por su diseño de personajes jóvenes y de apariencia bishōnen, así como también por sus escenas de sexo explícitas. Su debut se produjo en 1997, con el manga Strawberry Children. Minami también es conocida bajo el seudónimo de Haruka Minami; ha escrito numerosos mangas yaoi y dōjinshi eróticos, tales como Tonari no Heya no Paranoia y Hanairo Virgin Soil. También proporciona ilustraciones para novelas.
En 2009, Minami fue invitada a la Yaoi-Con, pero rechazó la invitación debido a problemas de salud.

## Obras
- Strawberry Children[1]
- Forbidden Sweet Fruit[1]
- Immoral Love Sickness[1]
- Koibito Shigan[1]
- Tonari no Heya no Paranoia
- Love a la Carte! (originalmente publicada por Central Park Media,[3] y luego por Animate USA)[4]
- Hanairo Virgin Soil[5]

### Otros
- Anata no Tsubomi o Osewa Shimasu!
- Bitter - Kare no Hisoyaka na Seppun
- Child Epicurean
- Dannasama to Mitsugetsuchuu
- Digimon Adventure 02 dj - Porcelain
- Digimon Adventure 02 dj - Prime
- Egotist na Seishokusha
- Furachi na Kare no Shitsukekata
- Gundam Wing dj - Baby Pink
- Gundam Wing dj - Crystallize
- Gundam Wing dj - Marmalade Kiss
- Gundam Wing dj - Monopolize
- Gundam Wing dj - Porcelain
- Haitoku no Love Sick
- Honey Boys Spiral
- Hyper Eroticism Fanbook
- J-BOY by Biblos
- Junk! Boys
- Kiken na Hokeni Counselor
- Kimi de Oboreta Ato wa
- Kindan no Amai Kajitsu
- Kiri no Gakuen Series
- Kohitsuji Hokaku Keikaku!
- Koibito Shigan
- Love Cure
- Love Healing
- Love Kitchen
- Love Material
- Love Pet
- Love Rental
- Love Sweat
- Making Love Like Newlyweds
- Masochist Warning
- Mayoeru Shomin Ai no Te o
- Nijou na Koi no Kakehiki
- No Toy
- Osananajimi Kussetsuritsu
- Pink Lace na Kare
- Renai à la Carte!
- S-ka Chuuihou!
- Saihate no Kimi e
- Sailor Moon dj - Colorful Moon 8 shorts
- Sailor Moon dj - Crystal Planet H&M
- Sailor Moon dj - Sky Fish, Sea Bird
- Senzoku de Aishite
- Skin Cream de Nurashite
- Strawberry Children
- Strip
- Sweet - Ano Amai Amai Aji
- Sweet Erogenous
- Sweet Meats
- Yuri Hime Wildrose
- Zetsuai Bronze dj - Daisuki! 2
- Zetsuai Bronze dj - Sasayakana Yuuwaku